# Lijst van personen geboren in 1900
Dit is een lijst van personen geboren in 1900.

## januari
- 1 - Mieczysław Batsch, Pools voetballer (overleden 1977)
- 1 - Paola Borboni, Italiaans actrice (overleden 1995)
- 1 - Xavier Cugat, Spaans violist en bandleider (overleden 1990)
- 1 - Hub van Doorne, Nederlands industrieel (overleden 1979)
- 1 - Chiune Sugihara, Japans diplomaat en consul (overleden 1986)
- 2 - William Haines, Amerikaans acteur (overleden 1973)
- 2 - Józef Klotz, Pools voetballer (overleden 1941)
- 3 - Maurice Jaubert, Frans componist (overleden 1940)
- 4 - James Bond, Amerikaans ornitholoog (overleden 1989)
- 5 - Yves Tanguy, Frans schilder (overleden 1955)
- 6 - Emmanuel d’Astier de la Vigerie, Frans aristocraat, schrijver, journalist, verzetsstrijder en politicus (overleden 1969)
- 6 - Marie van Roemenië, Roemeens prinses (overleden 1961)
- 8 - Marian Einbacher, Pools voetballer (overleden 1943)
- 16 - Edith Frank-Holländer, moeder van Anne Frank (overleden 1945)
- 18 - George Calnan, Amerikaans schermer (overleden 1933)
- 19 - Jan Knape Mzn, Nederlands schrijver en bestuurder (overleden 1979)
- 19 - Marceau Remson, Belgisch politicus (overleden 1978)
- 20 - Colin Clive, Brits acteur (overleden 1937)
- 21 - Bernhard Rensch, Duits bioloog en ornitholoog (overleden 1990)
- 22 - Ernst Busch, Duits zanger, toneelspeler en regisseur (overleden 1980)
- 22 - Lodovico di Caporiacco, Italiaans arachnoloog (overleden 1951)
- 22 - René Pellarin, Frans stripauteur (overleden 1998)
- 25 - Theodosius Dobzhansky, Oekraïens-Amerikaans geneticus, entomoloog, en evolutiebioloog (overleden 1975)
- 25 - Joseph Mariën, Belgisch atleet (overleden 1958)
- 27 - Hyman Rickover, Amerikaans admiraal (overleden 1986)
- 28 - Hermann Kesten, Duits schrijver (overleden 1996)

## februari
- 2 - Józef Kowalski, oudste man van Polen en de laatste Pools-Russische oorlogsveteraan (overleden 2013)
- 3 - Pierre Massy, Nederlands voetballer (overleden 1958)
- 4 - Jacques Prévert, Frans dichter, toneel- en scenarioschrijver (overleden 1977)
- 5 - Ludovico Bidoglio, Argentijns voetballer (overleden 1970)
- 5 - Adlai Stevenson II, Amerikaans politicus, diplomaat en staatsman (overleden 1965)
- 10 - Jac. van Hattum, Nederlands schrijver (overleden 1981)
- 11 - Hans-Georg Gadamer, Duits filosoof (overleden 2002)
- 11 - Andrzej Przeworski, Pools voetballer (overleden 1952)
- 12 - Pink Anderson, Amerikaans bluesmuzikant (overleden 1974)
- 12 - Vasili Tsjoejkov, Sovjet-Russisch militair (overleden 1982)
- 21 - Józef Adamek, Pools voetballer (overleden 1974)
- 21 - Gerard van Walsum, Nederlands politicus (o.a. burgemeester van Rotterdam) (overleden 1980)
- 22 - Luis Buñuel, Spaans filmregisseur (overleden 1983)

## maart
- 2 - Jakoba (Ko) Mulder, Nederlands architecte en stedebouwkundige (overleden 1988)
- 2 - Kurt Weill, Duits-Amerikaans componist (overleden 1950)
- 4 - Désiré Bastin, Belgisch voetballer (overleden 1971)
- 4 - Herbert J. Biberman, Amerikaans scenarioschrijver en filmregisseur (overleden 1971)
- 7 - Fritz London, Duits-Amerikaans natuurkundige (overleden 1954)
- 7 - Carel Willink, Nederlands schilder (overleden 1983)
- 9 - Howard Aiken, Amerikaans natuurkundige en informaticus (overleden 1973)
- 9 - Frederik Lim A Po, Surinaams politicus (overleden 1957)
- 9 - Tomislav II van Kroatië, (overleden 1948)
- 10 - Violet Brown, Jamaicaans supereeuwelinge (overleden 2017)
- 11 - Alfredo Dinale, Italiaans wielrenner (overleden 1976)
- 12 - Rinus van den Berge, Nederlands atleet (overleden 1972)
- 12 - Gustavo Rojas Pinilla, Colombiaans politicus (overleden 1975)
- 13 - Andrée Bosquet, Belgisch kunstschilderes (overleden 1980)
- 13 - George Seferis, Grieks dichter (overleden 1971)
- 13 - Salote Tupou III, 3e koningin van Tonga (overleden 1965)
- 17 - Leon Fourneau, Belgisch atleet (overleden ?)
- 17 - Manuel Plaza, Chileens marathonloper (overleden 1969)
- 18 - Johannis Oudkerk, Nederlands verzetsstrijder (overleden 1944)
- 18 - Hanne Sobek, Duits voetballer en trainer (overleden 1989)
- 19 - Frédéric Joliot-Curie, Frans natuurkundige (overleden 1958)
- 23 - Erich Fromm, Duits psycholoog (overleden 1980)
- 29 - John McEwen, Australisch politicus (overleden 1980)
- 30 - Santos Urdinarán, Uruguayaans voetballer (overleden 1979)
- 31 - Hendrik van Gloucester, Brits militair en lid van de Britse koninklijke familie (overleden 1974)

## april
- 3 - Camille Chamoun, Libanees politicus (overleden 1987)
- 5 - Spencer Tracy, Amerikaans acteur (overleden 1967)
- 9 - Hendrik Kloosterman, Nederlands wiskundige (overleden 1968)
- 10 - Jean Duvieusart, Belgisch politicus (overleden 1977)
- 11 - Sándor Márai, Hongaars schrijver (overleden 1989)
- 20 - Fred Raymond, Oostenrijks componist (overleden 1954)
- 21 - Hans Fritzsche, Duits nazipoliticus (overleden 1953)
- 25 - Wolfgang Pauli, Oostenrijks-Amerikaans natuurkundige en Nobelprijswinnaar (overleden 1958)
- 26 - Roberto Arlt, Argentijns schrijver (overleden 1942)
- 26 - Charles Richter, Amerikaans natuurkundige en seismoloog (overleden 1985)
- 28 - Jan Hendrik Oort, Nederlands astronoom (overleden 1992)
- 28 - Antonieta Rivas Mercado, Mexicaans schrijfster en feministe (overleden 1931)
- 28 - Maurice Thorez, Frans politicus (overleden 1964)
- 30 - Cecily Lefort, Brits spion (overleden 1945)

## mei
- 1 - Ignazio Silone, Italiaans schrijver en politicus (overleden 1978)
- 10 - Cecilia Payne-Gaposchkin, Brits-Amerikaanse astronoom (overleden 1979)
- 12 - Fré Dommisse, Nederlands schrijfster (overleden 1971)
- 13 - Karl Wolff, Duits nazi (SS-Obergruppenführer) (overleden 1984)
- 15 - Ida Rhodes, Amerikaans wiskundige en informaticus (overleden 1986)
- 22 - Vina Bovy, Belgisch operazangeres (overleden 1983)
- 22 - Honor Bridget Fell, Brits zoöloog (overleden 1986)
- 23 - Hans Frank, Duits advocaat en oorlogsmisdadiger (overleden 1946)
- 28 - Tommy Ladnier, Amerikaans muzikant (overleden 1939)
- 29 - Anne Antoinette Cogels, Vlaams ontdekkingsreizigster, tennisster en schrijfster (overleden 1953)
- 29 - David Maxwell Fyfe, Brits politicus (overleden 1967)
- 30 - Carlos Raúl Villanueva, Venezolaans architect (overleden 1975)

## juni
- 3 - Adelaide Ames, Amerikaans astronoom (overleden 1932)
- 5 - Dennis Gabor, Hongaars-Brits natuurkundige (overleden 1979)
- 7 - Jan Engelman, Nederlands dichter (overleden 1972)
- 7 - Willem Putman, Vlaams schrijver (overleden 1954)
- 8 - Han Friedericy, Nederlands schrijver en ambtenaar (overleden 1962)
- 11 - Carmen Polo, echtgenote van de Spaanse dictator Francisco Franco (overleden 1988)
- 12 - Netherwood Hughes, Brits oorlogsveteraan (overleden 2009)
- 17 - Martin Bormann, Duits nazi-officier (overleden 1945)
- 21 - Choi Jong Kun, Noord-Koreaans staatshoofd en militair (overleden 1976)
- 23 - Hendrik Roelof de Zaaijer, Nederlands jurist (overleden 1991)
- 24 - Adriaan Katte, Nederlands hockeyer (overleden 1991)
- 24 - Raphael Lemkin, Pools jurist (overleden 1959)
- 24 - Gérard Noël, Belgisch atleet (overleden 1963)
- 24 - Bernard Tellegen, Nederlands natuurkundige, ingenieur en hoogleraar (overleden 1990)
- 25 - Louis Mountbatten, Brits militair en politicus (overleden 1979)
- 26 - Jo Spier, Nederlands tekenaar en illustrator (overleden 1978)
- 29 - Antoine de Saint-Exupéry, Frans beroepsvlieger en schrijver (De Kleine Prins) (overleden 1944)

## juli
- 3 - Alessandro Blasetti, Italiaans filmregisseur (overleden 1987)
- 3 - Gerard den Brabander, Nederlands dichter (overleden 1968)
- 5 - Anne Albarda, Nederlands burgemeester (overleden 1956)
- 5 - Bernardus Alfrink, Nederlands kardinaal (overleden 1987)
- 8 - George Antheil, Amerikaans componist (overleden 1959)
- 9 - Aleida Schot, Nederlands slaviste en vertaalster (overleden 1969)
- 12 - Nel Meijer, Nederlands verzetsstrijdster (overleden 1979)
- 13 - Johan Scheps, Nederlands politicus en verzetsstrijder (overleden 1993)
- 13 - Teresa van Los Andes, Chileense karmelietes en heilige (overleden 1920)
- 20 - Maurice Gilliams, Vlaams schrijver (overleden 1982)
- 20 - Lau Spel, Nederlands atleet (overleden 1979)
- 25 - Zinaida Aksentjeva, Oekraïens/Sovjet astronoom en geofysicus (overleden 1969)
- 29 - Eyvind Johnson, Zweeds schrijver en Nobelprijswinnaar (overleden 1976)

## augustus
- 3 - Ernest Pyle, Amerikaans oorlogscorrespondent (overleden 1945)
- 4 - Elizabeth Bowes-Lyon, echtgenote van de Britse koning George VI en na diens overlijden koningin-moeder van Koningin Elizabeth II (overleden 2002)
- 4 - Nabi Tajima, Japans supereeuwelinge (overleden 2018)
- 6 - Coen Deering, Nederlands politicus (overleden 1990)
- 7 - Leon Sperling, Pools voetballer (overleden 1941)
- 9 - Alejandro Melchor sr., Filipijns civiel ingenieur, militair en kabinetslid (overleden 1947)
- 11 - Charley Paddock, Amerikaans atleet (overleden 1943)
- 12 - Martha Belinfante-Dekker, Nederlands componiste en schrijfster (overleden 1989)
- 14 - Wim Schokking, Nederlands jurist en politicus (overleden 1960)
- 14 - Earl Thomson Amerikaans ruiter (overleden 1971)
- 15 - Eberhard Godt, Duits admiraal (overleden 1995)
- 19 - Leo Ghering, Nederlands voetballer (overleden 1966)
- 25 - Hans Krebs, Duits arts en biochemicus (overleden 1981)
- 27 - Victor De Bruyne, Belgisch burgemeester en politicus (overleden 1999)
- 30 - Jemmy van Hoboken Nederlands grafisch ontwerper, kunstschilder, illustratrice en tekenares (overleden 1962)
- 31 - Jan Loth, Pools voetballer (overleden 1933)
- 31 - Alfredo Porzio, Argentijns bokser (overleden 1976)

## september
- 1 - Pedro Cea, Uruguayaans voetballer (overleden 1970)
- 1 - Andrej Vlasov, Russisch generaal (overleden 1946)
- 3 - Urho Kekkonen, Fins politicus (overleden 1986)
- 4 - Cornelis Verolme, Nederlands scheepsbouwer (overleden 1981)
- 6 - Julien Green, Frans-Amerikaans schrijver (overleden 1998)
- 6 - Jacques Moeschal, Belgisch voetballer (overleden 1956)
- 8 - Tilly Devine, Australisch onderwereldfiguur (overleden 1970)
- 8 - Claude Pepper, Amerikaans politicus (overleden 1989)
- 11 - Harry de Keijser, Nederlands atleet (overleden 1995)
- 12 - Haskell Curry, Amerikaans wiskundige (overleden 1982)
- 12 - Eduard Elias, Nederlands columnist, journalist en schrijver (overleden 1967)
- 18 - Walther Wenck, Duits generaal (overleden 1982)
- 20 - Uuno Klami, Fins componist (overleden 1961)
- 20 - Willem Visser 't Hooft, Nederlands theoloog (overleden 1985)
- 23 - Bill Stone, Engels oorlogsveteraan (overleden 2009)
- 28 - Boris Jefimov, Russisch cartoonist (overleden 2008)

## oktober
- 5 - Sam Olij, Nederlands bokser (overleden 1975)
- 7 - Heinrich Himmler, Duits nazipoliticus, leider van de SS (overleden 1945)
- 9 - Silvio Cator, Haïtiaans atleet (overleden 1952)
- 10 - Helen Hayes, Amerikaans actrice (overleden 1993)
- 10 - Han van Senus, Nederlands waterpoloër (overleden 1976)
- 12 - Norman Tindale, Australisch antropoloog en etnograaf (overleden 1993)
- 17 - Jean Arthur, Amerikaans actrice (overleden 1991)
- 27 - Ko Willems, Nederlands wielrenner (overleden 1983)
- 29 - Rudolf Lippert, Duits ruiter (overleden 1941)
- 29 - Loudi Nijhoff, Nederlands actrice (overleden 1995)
- 30 - Ragnar Granit, Fins-Zweeds wetenschapper en Nobelprijswinnaar (overleden 1991)

## november
- 8 - Margaret Mitchell, Amerikaans schrijfster van Gejaagd door de wind (overleden 1949)
- 11 - Halina Konopacka, Pools atlete (overleden 1989)
- 11 - Narciso Ramos, Filipijns politicus en ambassadeur (overleden 1986)
- 13 - Ferdinand Anton Langguth Oliviera, Surinaams landbouwkundige en politicus (overleden 1993)
- 14 - Aaron Copland, Amerikaans componist, muziekpedagoog, dirigent en pianist (overleden 1990)
- 16 - Georges Vandenbroele, Belgisch atleet (overleden 1975)
- 17 - Hildegard Michaelis, Duits, maar in Nederland werkzame, textielkunstenares en oprichtster van drie benedictijner kloosters (overleden 1982)
- 17 - Hennie Schouten, Nederlands organist en muziektheoreticus (overleden 1970)
- 19 - Anna Seghers, Duits schrijfster (overleden 1983)
- 21 - Torii Kotondo, Japans kunstschilder en prentenmaker (overleden 1976)
- 25 - Rudolf Broby-Johansen, Deens kunsthistoricus, auteur en communist (overleden 1987)
- 27 - Bertus Brouwer, Nederlands atleet (overleden 1952)
- 30 - Mary Lasker, Amerikaans filantroop en activiste en lobbyiste (overleden 1994)

## december
- 3 - Albert Hawke, 18e premier van West-Australië (overleden 1986)
- 3 - Richard Kuhn, Oostenrijks-Duits biochemicus en Nobelprijswinnaar (overleden 1967)
- 3 - Lionel Wendt, Sri Lankaans fotograaf (overleden 1944)
- 6 - Agnes Moorehead, Amerikaans actrice (overleden 1974)
- 16 - V.S. Pritchett, Engels schrijver en literatuurcriticus (overleden 1997)
- 21 - Marinus van der Goes van Naters, Nederlands politicus (PvdA) (overleden 2005)
- 21 - Paul-Willem Segers, Belgisch politicus en minister (CVP) (overleden 1983)
- 22 - Arie Jan Haagen-Smit, Nederlands-Amerikaans scheikundige (overleden 1977)
- 22 - Leendert Overduin, Nederlands predikant en verzetsstrijder (overleden 1976)
- 23 - Nans van Leeuwen, Nederlands tekenares, kinderboekenschrijfster en illustratrice (overleden 1995)
- 27 - Hans Stuck,  Duits autocoureur (overleden 1978)
- 28 - Natalio Perinetti, Argentijns voetballer (overleden 1985)